# Alexander Pereswetoff-Morath (död 1687)

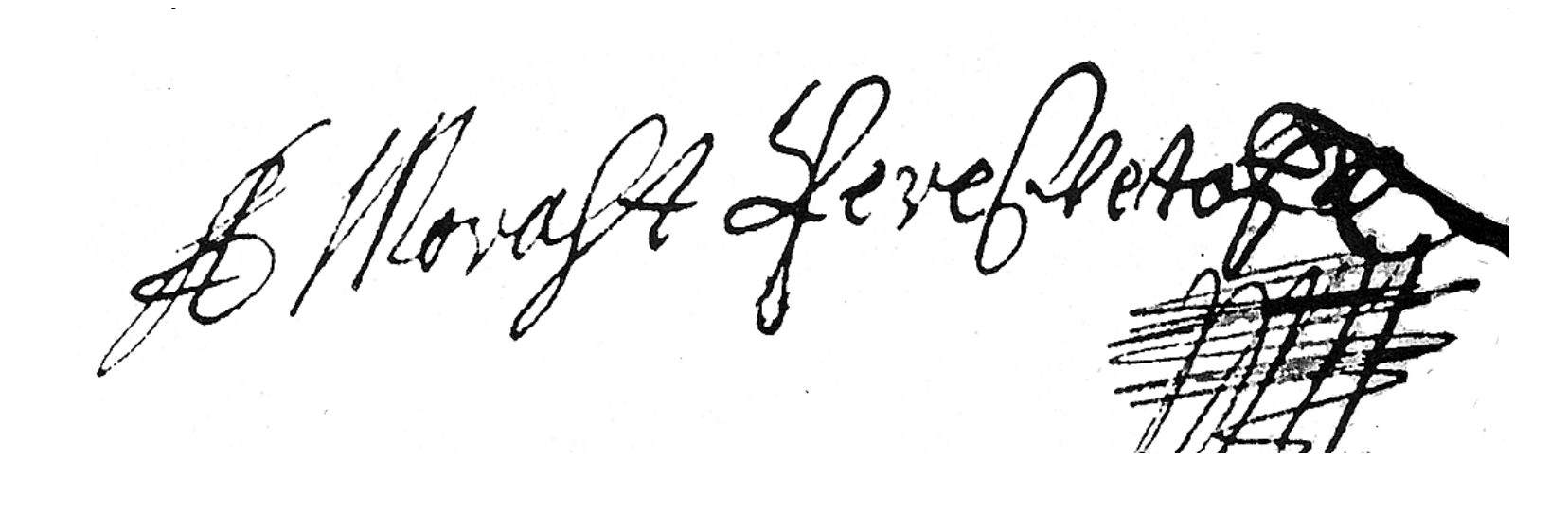
Alexander Pereswetoff-Moraths underskrift (”A Moraht Pereswetoff”), 1653

Alexander Pereswetoff-Morath, bisatt 16 februari 1687, var en svensk kavalleriöverste och kommendant på Nyenskans.
Pereswetoff-Morath (i samtida källor Pereswetoff, Moraht Pereswetoff, Moraht) var son till bajoren och ryttmästaren i svensk tjänst Murat Aleksejevitj Peresvetov och dennes hustru Agafia Fjodorovna Amineva (Aminoff), bägge födda i Ryssland. Hans födelseår är okänt men båda föräldrarna dog 1641–1642 och 1649 var Pereswetoff-Morath redan fänrik i Österbottens regemente i tjänst i Wismar.

## Biografi
Pereswetoff-Morath bör ha varit född i Ingermanland där faderns gods låg, men han kom som svensk officer under 1650-talet att främst vara verksam på Skandinaviska halvön, bland annat som generaladjutant till Gustaf Otto Stenbock under fälttåget i Halland, där han skottskadades i slaget vid Norra Kattarp 3 oktober 1657, och som överstelöjtnant vid de svenska Trondhjems ryttare, vilka han under den så kallade Bjelkefejden 1658 ledde i flera utfall från det belägrade Trondheim. Han deltog såväl i Karl X Gustavs liktåg från Göteborg till Stockholm i april–maj 1660 som i den senare begravningsprocessionen i Stockholm i november. 1661–1668 var han överstelöjtnant vid Upplands ryttare och chef för 1 Västmanlandskompaniet. Den 19 juni 1669 utnämndes han till överste till häst och kommendant i gränsfästningen Nyenskans i Ingermanland. Detta område har kallats ”[d]en ur strategisk synpunkt utan jämförelse viktigaste delen av hela det svenska väldet i öster” och regeringen var angelägen om att omorganisera dess försvar. Tillsättningen av en erfaren och sannolikt ryskspråkig kommendant med överstes rang kan ha haft med detta att göra, då kommendanterna på Nyenskans ofta hade varit lägre i rang. Reella medel för att rusta upp den nedgångna skansen avdelades emellertid sällan. Inte heller Pereswetoff-Moraths varningar om att bland annat fri moskovitisk tillgång till Ladogasjön utgjorde ett svenskt säkerhetsproblem, varför en svensk jakteskader behövde sättas upp för att ”hålla den ren”, väckte något gehör i Stockholm. Denna inställning hos myndigheterna skulle leda till svåra följder för gränsförsvaret under Stora nordiska kriget.

## Svenskt adelskap och namn
Pereswetoff-Morath fick svenskt adligt sköldebrev 20 september 1652 för hans faders gjorda och hans egna utlovade tjänster och därför att heraldiska släktvapen inte varit brukliga i Ryssland men att han likväl tillhörde en gammal adlig ätt. Ätten introducerades samma år på Riddarhuset under nr 559 bland adliga ätter. Den ryska adel som de facto fanns i Ingermanland, de s.k. bajorerna, betraktades som likställd med den svenska och därför behövdes ingen formell naturalisation. Till sitt ursprungliga släktnamn ”Pereswetoff” fogade han faderns förnamn i formen ”Moraht Pereswetoff”, som först i den därpå följande generationen omvandlades till ”Pereswetoff-Morath”.

## Familj
Pereswetoff-Morath var gift med Barbara Möller, dotter till de svenska envoyéerna i Moskva Johan Möller och Catharina Stopia. Av deras fyra barn som nådde vuxen ålder blev de tre sönerna svenska officerare: överstelöjtnanten Alexander (död 1709), kaptenen (eller majoren) Gustaf (död 1704) och generalmajoren Carl (1665–1736). Sonen Gustaf var gift med en dotter till Pereswetoff-Moraths efterträdare som ordinarie kommendant på Nyenskans, överste Johan Apolloff, och var dennes närmaste man vid tiden för skansens fall 1703. Dottern Catharina var gift med överstelöjtnanten Constantin Rubzoff. Begravningsvapnet för sonen Johan, som dog som barn, hänger i Köpings kyrka.

## Övrigt
Pereswetoff-Morath kände och stödde språkmannen Johan Gabriel Sparwenfeld och skänkte honom bland annat en 1400-talshandskrift av Magnus Erikssons landslag och stadslag (Kungliga biblioteket. B 1).

## Övriga källor
- Oscar Björnänger. Alexander Pereswetoff-Moraths anknytning till Köping. Bärgslagsbladet. 22 december 1969, sid 3